# Jules Bourgeois
Pour les articles homonymes, voir Bourgeois.
Jules Bourgeois (31 mai 1847 à Sainte-Marie-aux-Mines -  18 juillet 1911) est un naturaliste français.

## Biographie
D’abord associé à son père et son frère à Rouen, il devient représentant du tissage familial à Paris (1881-1889) et enfin représentant de la filature H. Schwartz à Sainte-Marie-aux-Mines même à partir de 1893. Il consacre ses loisirs à sa véritable vocation, celle de naturaliste.
Entomologiste de renommée internationale, Jules Bourgeois étudia surtout les coléoptères malacodermes exotiques. Il décrivit plusieurs centaines d'espèces nouvelles dans de nombreuses publications scientifiques et surtout dans le Bulletin et les Annales de la Société entomologique de France dont il fut un membre très actif. Jules Bourgeois est surtout connu des entomologistes alsaciens par son catalogue des coléoptères de la chaîne des Vosges et des régions limitrophes publié à partir de 1898 dans le Bulletin de la Société d’histoire naturelle de Colmar. On y trouve plus de 3 000 espèces répertoriées avec de très nombreuses localisations. L’auteur montra ainsi sa grande richesse de la faune entomologique de l’Alsace, la plus riche de France, après la région Provence-Alpes-Côte d'Azur.
À la mort de Jules Bourgeois, l'ouvrage, fort de 800 pages, fut achevé par Paul Scherdlin, conservateur du musée zoologique de Strasbourg. En 1885, Jules Bourgeois possédait une collection riche de plus de 15 000 espèces de coléoptères paléarctiques, sans compter tous les coléoptères malacodermes de provenance diverse. Du fait de l’annexion de l’Alsace en 1870, cette collection, comme beaucoup d’autres, échappa aux musées alsaciens. Elle est actuellement au museum de Paris.
Jules Bourgeois était membre de la Société naturelle de Colmar, président de la Société entomologique de France en 1883, lauréat du prix Dollfus en 1894 attribué par la même société. Sa collection de minerais de la vallée est l’un des trésors du musée d’histoire naturelle de sa région natale. Parallèlement, il s’adonna à l’histoire locale et collabora activement à la Revue d’Alsace. Président de la Société industrielle de Sainte-Marie-aux-Mines. Officier d’académie.